# Augan
Augan (en bretó Algam) és un municipi francès, situat a la regió de Bretanya, al departament d'Ar Mor-Bihan. L'any 2006 tenia 1.375 habitants.

## Demografia
| 1962                                       | 1968  | 1975  | 1982  | 1990  | 1999  |
| ------------------------------------------ | ----- | ----- | ----- | ----- | ----- |
| 1.393                                      | 1.310 | 1.296 | 1.302 | 1.389 | 1.272 |
| Des de 1962: població sense dobles comptes |       |       |       |       |       |

## Administració
| Període   | Identitat    | Partit |
| --------- | ------------ | ------ |
| 1989-2001 | Henri Pelard |        |
| 2001-2008 | Guy Drougard |        |
| 2008-     | Michel Ruaud |        |